# Vishvarupa
Vishvarupa eller Trisiras är i indisk mytologi en prästgestalt med tre huvuden som gynnade onda varelser och blev halshuggen av guden Indra. Bror till Vritra.